# Eleições presidenciais portuguesas de 1923
As sétimas eleições presidenciais portuguesas, para o quatriénio de 1923-1927, decorreram em sessão do Congresso da República, presidida por António Xavier Correia Barreto, a 6 de Agosto de 1923.
Nos termos da Constituição Política da República Portuguesa de 1911 que então vigorava, o Presidente da República era eleito através de sufrágio indireto, requerendo pelo menos dois terços dos votos das duas Câmaras (Deputados e Senado) do Congresso da República reunidas em sessão conjunta.
Como nenhum dos votados tivesse obtido a maioria de dois terços, procedeu-se, por duas vezes, a novo escrutínio, tendo sido eleito ao terceiro escrutínio Manuel Teixeira Gomes, contra o segundo candidato mais votado, Bernardino Machado.
A cerimónia da sua tomada de posse decorreu em 5 de Outubro do mesmo ano, em sede de reunião do Congresso.

## Resultados

### Primeira volta
| Partido                              | Partido              | Candidato                   | Votos | Votos (%) |
| ------------------------------------ | -------------------- | --------------------------- | ----- | --------- |
|                                      | Partido Democrático  | Manuel Teixeira Gomes       | 108   | 55,1%     |
|                                      | Partido Nacionalista | Bernardino Machado          | 73    | 37,24%    |
|                                      | Partido Liberal      | Duarte Leite                | 3     | 1,53%     |
|                                      | Partido Democrático  | Augusto Vieira Soares       | 1     | 0,51%     |
|                                      | Partido Democrático  | Sebastião de Magalhães Lima | 1     | 0,51%     |
| Totais                               | Totais               | Totais                      | 186   |           |
| Votos em Branco                      | Votos em Branco      | Votos em Branco             | 10    | 5,1%      |
| Fonte: Arquivo Histórico Parlamentar |                      |                             |       |           |

### Segunda volta
| Partido                              | Partido              | Candidato             | Votos | Votos (%) |
| ------------------------------------ | -------------------- | --------------------- | ----- | --------- |
|                                      | Partido Democrático  | Manuel Teixeira Gomes | 114   | 57,87%    |
|                                      | Partido Nacionalista | Bernardino Machado    | 71    | 36,04%    |
|                                      | Partido Democrático  | Augusto Vieira Soares | 2     | 1,02%     |
|                                      | Partido Liberal      | Duarte Leite          | 1     | 0,51%     |
| Totais                               | Totais               | Totais                | 188   |           |
| Votos em Branco                      | Votos em Branco      | Votos em Branco       | 9     | 4,57%     |
| Fonte: Arquivo Histórico Parlamentar |                      |                       |       |           |

### Terceira volta
| Partido                              | Partido              | Candidato             | Votos | Votos (%) |
| ------------------------------------ | -------------------- | --------------------- | ----- | --------- |
|                                      | Partido Democrático  | Manuel Teixeira Gomes | 121   | 62,37%    |
|                                      | Partido Nacionalista | Bernardino Machado    | 5     | 2,58%     |
| Totais                               | Totais               | Totais                | 126   |           |
| Votos em Branco                      | Votos em Branco      | Votos em Branco       | 68    | 35,05%    |
| Fonte: Arquivo Histórico Parlamentar |                      |                       |       |           |

## Resultados
| Candidato       | Candidato                   | Partido                          | 1ª Volta | 1ª Volta        | 2ª Volta | 2ª Volta        | 3ª Volta | 3ª Volta        |
| Candidato       | Candidato                   | Partido                          | Votos    | %               | Votos    | %               | Votos    | %               |
| --------------- | --------------------------- | -------------------------------- | -------- | --------------- | -------- | --------------- | -------- | --------------- |
|                 | Manuel Teixeira Gomes       | Partido Democrático              | 108      | 55,1 / 100,00   | 114      | 57,87 / 100,00  | 121      | 62,37 / 100,00  |
|                 | Bernardino Machado          | Partido Republicano Nacionalista | 73       | 37,24 / 100,00  | 71       | 36,04 / 100,00  | 5        | 2,58 / 100,00   |
|                 | Duarte Leite                | Partido Liberal Republicano      | 3        | 1,53 / 100,00   | 1        | 0,51 / 100,00   |          |                 |
|                 | Augusto Vieira Soares       | Partido Democrático              | 1        | 0,51 / 100,00   | 2        | 1,02 / 100,00   |          |                 |
|                 | Sebastião de Magalhães Lima | Partido Democrático              | 1        | 0,51 / 100,00   |          |                 |          |                 |
| Votos em Branco | Votos em Branco             | Votos em Branco                  | 10       | 0,53 / 100,00   | 9        | 4,57 / 100,00   | 68       | 35,05 / 100,00  |
| Total           | Total                       | Total                            | 197      | 100,00 / 100,00 | 197      | 100,00 / 100,00 | 194      | 100,00 / 100,00 |

Arquivo Histórico Parlamentar, Debates Parlamentares